# Linda Laura Sabbadini
Linda Laura Sabbadini (Roma, 5 maggio 1956) è una statistica italiana nota in particolare come pioniera europea delle statistiche per gli studi di genere.

## Biografia
Lavora all'ISTAT dal 1983 e dal 2000 ne è dirigente.
Si è occupata in particolare di donne, benessere, povertà, discriminazioni, migranti, ambiente, equosostenibilità, volontariato.
Contribuì allo studio ISTAT pubblicato nel 1985 che fu pioniere nel mondo nel mostrare il valore del lavoro delle donne all'interno della famiglia e rinnovò gli studi ISTAT nell'area dal 1990; nel 1995 la Conferenza mondiale sulle donne di Pechino dichiarò l'importanza di tali studi statistici sullo studio delle donne.
In seguito «ha ideato rapporti come il Benessere equo e sostenibile per avere una visione integrata tra economia società e ambiente nell'evoluzione del Paese».

## Carriera
All’Istat è stata direttrice centrale delle indagini su condizioni e qualità della vita dal 2001 al 2011, direttrice del dipartimento delle statistiche sociali e ambientali dal 2011 al 2016 e di nuovo direttrice centrale dal dicembre 2019.
Ha guidato il processo di rinnovamento delle statistiche sociali e di genere, dando visibilità nelle statistiche ufficiali a categorie quali donne, giovani, bambini, disabili, migranti, poveri, senzatetto, anziani, omosessuali e a fenomeni quali la violenza contro le donne, le discriminazioni per orientamento sessuale, la povertà, il bullismo, il mobbing e la corruzione.
Ha diretto il processo di costruzione degli indicatori del benessere equo e sostenibile oltre il PIL a livello nazionale, contribuendo anche al dibattito a livello internazionale presso conferenzere scientifiche di ONU, Eurostat e OCSE.
Ha partecipato alla Commissione Nazionale Parità in qualità di esperta ed è stata componente della Commissione povertà (CIES). È componente del Comitato scientifico dell'UPB Ufficio parlamentare del bilancio. Nel 2020 è stata nominata dal Presidente del Consiglio Giuseppe Conte nel comitato di esperti in materia economica e sociale coordinato da Victorio Colao.
È stata responsabile di numerosi progetti di ricerca dell’Istat con università italiane e enti di ricerca nel campo dell’analisi sociale, di genere e nel campo della metodologia di indagine.
Nel 2015 è stata inserita nella pubblicazione sulle 100 Eccellenze Italiane.
Dal 2016 è editorialista de La Stampa, pubblicando contributi sulle disuguaglianze sociali, di genere, generazionali e territoriali.
Ha sempre combinato la sua attività scientifica con una intensa attività di cooperazione con l’associazionismo e il mondo delle ONG. 
Dal 27 aprile 2020 è editorialista al quotidiano La Repubblica e scrive occasionalmente anche per La Stampa
È autrice di più di 100 pubblicazioni scientifiche.

### Sviluppo delle statistiche sociali
Ha guidato il processo di rinnovamento delle statistiche sociali e di genere, dando visibilità nelle statistiche ufficiali agli invisibili, e pervenendo all’implementazione di un sistema di indagini sociali Multiscopo che ha sistematizzato la rilevazione dei principali fenomeni sociali rendendo emerso ciò che era sommerso, in un’ottica di qualità della vita.
Ha guidato il processo di modernizzazione delle indagini socio-economiche dell’Istat e delle tecniche di indagine, garantendo anche la rilevazione della mobilità sociale nel tempo.
Ha partecipato per l’Italia alle riunioni dei direttori delle statistiche sociali di Eurostat ed è stata membro del gruppo ristretto di coordinamento dei direttori delle statistiche sociali di Eurostat, lo Strategical Development Group.
Ha fatto parte dello Steering Group sulle statistiche sociali dei direttori delle statistiche sociali dell’ONU UNECE ed è stata componente di task force strategiche di direttori delle statistiche sociali di Eurostat tra cui Modernisation of Social Statistics, Migration Statistics Mainstreaming, e Multidimensional Measures of Quality of Life.
È stata membro dell’INEGI UNODC Advisory Committee of the Center of Excellence on Crime Statistics, il centro di eccellenza dell’ONU sulle statistiche sulla criminalità con sede in Messico
Ha guidato la delegazione italiana in occasione delle conferenze internazionali degli statistici sul lavoro organizzata a Ginevra dall’ Organizzazione Internazionale del Lavoro.

### Povertà e esclusione sociale
Sotto la sua direzione l’insieme delle misure di disuguaglianza e di povertà è stato notevolmente ampliato e arricchito, permettendo analisi approfondite sulle dinamiche della disuguaglianza sociale in Italia.
Dal 2003 al 2009 è stata membro della Commissione di Indagine sulla esclusione sociale (CIES) [2], istituita dal Ministero del Lavoro e delle Politiche Sociali.
Tra il 2009 e il 2010 è Membro della Commissione per la revisione della metodologia per la stima della povertà assoluta istituita presso l’Istat che ha proposto una metodologia innovativa anche a livello internazionale.
Sotto la sua direzione è stata condotta la ristrutturazione metodologica dell’indagine sulle spese per consumi che ha permesso di migliorare notevolmente la qualità delle stime di povertà ed è stata sviluppata la nuova metodologia per la stima dei senzatetto, che ha visto anche il coinvolgimento delle associazioni maggiormente a contatto con la popolazione delle persone senza dimora.

### Benessere equo e sostenibile
Ha diretto la progettazione e realizzazione degli indicatori di benessere equo e sostenibile per i quali l’Italia ha svolto un ruolo di primo piano sul piano mondiale.
Insieme a Maria Teresa Salvemini ha coordinato il Comitato d’indirizzo CNEL-ISTAT per la definizione del progresso e del benessere della società italiana che ha riunito rappresentanti della società civile. Insieme al Presidente dell’Istat, ha coordinato la Commissione scientifica per la misura del Benessere.
Ha curato i Rapporti sul Benessere equo e sostenibile fino al 2015 e prodotto pubblicazioni scientifiche sul benessere sul piano nazionale e internazionale.
È stata membro del Friends of the Chair dell’ONU on broader measures of progress sugli indicatori di sviluppo sostenibile, del quale facevano parte i Presidenti degli Istituti Nazionali di Statistica, per il ruolo avanzato svolto dall’Italia sulle misure del benessere.

### Differenze di genere
Pioniera delle statistiche di genere, nel 1995 ha partecipato alla Conferenza mondiale sulle donne di Pechino, curando il volume Tempi Diversi - tradotto in 4 lingue e distribuito durante la stessa conferenza - centrato sull’organizzazione dei tempi di vita di uomini e donne in Italia che, per la prima volta, contiene la misura della quantità di lavoro non retribuito.
L’approccio di genere si è sempre combinato con la misurazione della qualità della vita, attraverso la conduzione di numerose indagini su tutti gli aspetti della vita sociale, raccogliendo informazione sui comportamenti, le aspettative e i sentimenti degli italiani.
Prima ancora che esistessero raccomandazioni internazionali, ha diretto la progettazione e realizzazione della stima della violenza di genere anche nella sua parte sommersa. Per questo ha fornito un importante contributo nell’ambito del gruppo ONU alla definizione delle linee guida per la misurazione della violenza contro le donne a livello mondiale.
Sotto la sua direzione sono state definite le misure della fecondità maschile, dei ricatti sessuali sul lavoro, le rinunce e le discriminazioni subite dalle donne, le difficoltà incontrate nel corso della vita, le forme di vita familiare sperimentate, le cause della denatalità.
Ha pubblicato numerosi articoli scientifici e monografie che riguardano le diverse dimensioni della vita sociale, superando l’approccio ‘gender blind’ che aveva caratterizzato la statistica ufficiale fino agli anni ‘80.
Ha collaborato con la Commissione Nazionale Parità, con le Ministre delle Pari Opportunità, ha fatto parte della Commissione Interministeriale per il sostegno alle vittime di tratta, violenza e grave sfruttamento, della Commissione interministeriale contro le mutilazioni genitali istituita presso il Dipartimento per i Diritti e le Pari Opportunità.
È stata Coordinatrice del Gruppo Sistema integrato dei dati sulla violenza contro le donne nell’ambito della Task Force governativa sulla violenza contro le donne sotto il Governo Letta.
Ha partecipato numerose volte alla Commission of the status of women dell’ONU come componente della delegazione governativa per la funzione statistica.
Ha fatto parte di gruppi di alto livello dell’ONU sulle statistiche di genere e in particolare dal 2007 è componente dell’Interagency and expert group on gender statistics dell’ONU.
Ha partecipato al G7 delle donne nel 2017 Starting from girls. Women Forum on inequality and sustainable growth e ha curato la parte statistica del G7 2017 a Taormina. È stata editorialista al quotidiano "La Stampa" nel 2016, passata sempre come editorialista al quotidiano "La Repubblica" il 27 aprile 2020.

## Premi e riconoscimenti
- Amelia 2021[19]
- 100 Eccellenze italiane (2015)
- Premio internazionale donne (2015)
- Premio Casato prime donne (2013)
- Premio Voce di donna  (2013)
- Premio speciale progetto donna e futuro (2012)